# 小笠原祐子 (AV女優)
小笠原 祐子（おがさわら ゆうこ）は、日本のAV女優。神奈川県横浜市出身。世界最高齢のポルノ女優として知られる。

## 略歴
両親は両家から結婚を反対されて駆け落ちして一緒になり、1935年（昭和10年）に横浜で生まれた。父親は山形県鶴岡市出身で、保険会社に勤め、転勤族であった。母親はしつけに厳しい専業主婦であった。
5、6歳の時、父の転勤で山形市内の社宅で暮らしていた。第二次世界大戦の激化で父親の実家がある山形県鶴岡市に疎開したが、とにかく米は不足していて、大根や南瓜などを食べ、風呂もないため牛が水浴びする川で体を洗ったりして、生活環境が悪い状況下で戦時中を過ごした。10歳の時に終戦を迎え、鶴岡で玉音放送を聞いた。
小学校5年の頃、父の転勤で静岡市内の社宅に引っ越し、中学に入るが2年生の頃に父の転勤で、千葉の中学を卒業する。千葉女子高校に入るが、2年生の頃に父の転勤で東京に引っ越す。
男性との交際経験を経ないまま東京都内の大妻女子大学短期大学部を卒業する。20歳で小西六写真工業（現・コニカミノルタ）に就職する。父親と同じ保険会社に転職した後に夫となる男性と出会う。23歳で結婚。夫は京都大学出身の元アメフト部で、出産時以外はほぼ毎日夫婦の営みがあった。夫は59歳の時に病気で他界したが、58歳で入院するまで夜の営みが続いた。その後は母や妹から励まされた影響で遊びまわるようになった。
知り合いからスナックの経営に誘われ、61歳の時に東京都内でスナックを出店。約7年間スナック店を切り盛りし、この間に大学生の彼氏ができて一緒に旅行したことがあるが肉体関係は無かった。60～70代の男性客から口説かれたこともあったが見向きもしなかった。
2016年に81歳でAV女優にデビューし、世界最高齢のAV女優として注目される。デビューで24年ぶりにセックスするも、死別した夫以外を受け入れるのが初めてだった。
スナックの常連客が誘ったのがAVの世界に入るきっかけとなる。最初は断ったが、ルビーの人物に説得されてまずは現場を見に行くことになった。この時、「若くてイケメンなら」と吐露してしまい、1週間後にはイケメンの男優を用意された時には断れないと覚悟を決めたという。そして、2016年にルビーで新人女優としてデビューした。それからは年1本のペースで出演している。夫と過ごした結婚生活が第一の人生、スナックのママ時代が第二の人生、その後のAV女優としての生活が第三の人生と語る。
体力的問題のため88歳以降は作品撮影自体はしていないが、トークイベントなどには出演している。

## 人物

### 人柄
飲酒と喫煙が大好きで、年1回あるルビーの忘年会が楽しみ。

### AV女優として
84歳の時点では当面の間引退の予定はなく、自動車が運転できる間は出演し続けたいという。作品での見栄えも意識してストレッチが日課となっている。
はじめは自分の出演した作品を見たくないと思っていたが、何本か出演している中でデビュー作を勉強のために見て反省点が見つかったのをきっかけに男優への触れ方や自分の感じ方、人に見られることを意識するようになった。演技も役になり切って演じる面白さに目覚めた。また、次第に息子や孫の世代である制作陣と一緒に作品を作るのが面白いと感じるようになった。

### 親族
父方の祖父は営林署の職員。父親は早稲田大学を経て保険会社に勤めた。母親の実家は絹糸を作る会社を経営していて、母親は裕福な家に育った。
家族は娘2人・息子1人で、孫やひ孫もいる。子供は5人中絶している。息子にはAVの仕事のことは伝えてあり、「好きにしたら良い」と理解を示されているが、「あんまり興味はないみたいで。元気であればいいよねって感じ」でもあるという。
「子どもが独立して嫁いだら、うちとは一切関係ないことにする」という夫の方針があり、2025年時点では娘たちのところに孫も5人いるが、「今どうしているのかは全く知らない」という。
2025年時点では全盲となった63歳の甥（弟の子）と同居している。

## 作品
明記のないものは、ルビー公式ページより参照。
- 八十路で初撮り（2016年10月19日、ルビー、監督:海山輝一）
- 曾孫と行く禁断の温泉旅行 八十にしてなお精力衰えず（2016年11月7日、ルビー、監督:海山輝一）
- 傘寿の祝いは孫との中出しセックス 八十路失神祖母 小笠原祐子（2016年12月15日、婦人社/エマニエル、監督:甘粕十郎）
- 81歳のAV女優 小笠原祐子（2017年3月17日、婦人社/エマニエル、監督:夢見強志）
- 傘寿フルムーン 小笠原夫妻の熟年交尾 甲府温泉の旅（2017年6月19日、ルビー、監督:甘粕十郎）
- 孫を筆おろししたハイカラ婆ちゃんは83歳！（2018年2月7日、ルビー、監督:甘粕十郎）
- アダルトファミリー 娘婿・孫娘婿を寝取る肉食おばあちゃん（2018年10月7日、ルビー、監督:かとう助六）
- 若返ると騙されインチキのエロマッサージを施術されて発情して我慢できず中出しを願い出る高齢御婦人たち2（ルビー、2019年7月19日）
- お婆ちゃん逆ナンパ（2019年11月19日、ルビー、監督:海山輝一）
- 田舎暮らしでナンパ経験皆無の男慣れしていないおばさんを狙い声をかけ、本気で口説いて脱がせたら予想以上にキレイな身体だった 14人4時間（2019年11月23日、ビッグモーカル、監督:亀ヶ島三郎）
- 孫のデカチンに中出しされ忘れかけていた絶頂の悦びを六十路を過ぎて取り戻した祖母 3（2021年7月25日、なでしこ、監督:長澤純）
- 温泉旅行で見たお婆ちゃんの裸体に思わず勃起してしまった僕は…2（2025年2月22日、シックスナイン、監督:長澤純）